# Felicity Huffman
Felicity Kendall Huffman (Bedford, Nova York, 9 de desembre de 1962) és una actriu de cinema, teatre i televisió estatunidenca, coneguda principalment pel seu paper com Lynette Scavo en la sèrie de televisió Desperate Housewives, emesa entre 2004 i 2012 en la cadena ABC durant un total de vuit temporades. La seva trajectòria com a actriu va començar en els escenaris, continuant amb rols en televisió i cinema. El 2005 va interpretar el paper d'una dona transsexual en la pel·lícula independent Transamerica, que li va valer una nominació a l'Oscar. Diverses vegades guardonada per la seva actuació, entre els seus múltiples premis es troben l'Emmy, el Globus d'Or i el Premi del Sindicat d'Actors. També n'ha protagonitzat d'altres, com El misteri Von Bulow (Reversal of Fortune), The Spanish Prisoner, Magnolia, Path to War, Georgia Rule i Phoebe in Wonderland.
Pel que fa a la seva vida personal, des de 1997 està casada amb el també actor William H. Macy.

## Biografia
Huffman va néixer a Bedford, Nova York, filla de Grace Valle (de soltera Ewing), actriu, i Moore Peters Huffman, banquer i soci de Morgan Stanley. És d'origen anglès, alemany, escocès, irlandès, francès i holandès. Els seus pares es van divorciar un any després del seu naixement, i ella va ser criada principalment per la seva mare. Té sis germanes (Mariah, Betsy, Jane, Gracia, Isabel, Jessie) i un germà (Moore Jr.). Va anar a The Putney School, una escola privada de Putney, Vermont, i va cursar l'ensenyament mitjà en la Interlochen Arts Academy en Traverse City, Míchigan. Després de la secundària va anar a la Universitat de Nova York i a l'institut d'actuació Circle in the Square, amb una llicenciatura en Belles arts en Drama.
Ha treballat en televisió en sèries com Sports Night i ha fet aparicions en Frasier o The West Wing.
Huffman va aconseguir un reconeixement internacional gràcies al seu treball en la sèrie Desperate Housewives, on fa el paper de Lynette Scavo, una mestressa de casa, publicista, esposa i mare de cinc fills. El programa, que a més comptava amb la coprotagonització estel·lar de Teri Hatcher, Eva Longoria i Marcia Cross, es va emetre entre 2004 i 2012 en la cadena estatunidenca ABC.
Per la seva actuació va guanyar un premi Primetime Emmy com a millor actriu en una sèrie de comèdia, un Premi del Sindicat d'Actors a la millor actriu en una sèrie de televisió de comèdia i un altre al millor repartiment en una sèrie de televisió de comèdia.
Huffman va debutar al cinema el 1988 en la pel·lícula Things Change, dirigida per David Mamet, on va fer una breu aparició. Des de 1990 a 1997, va realitzar diversos papers com a actriu secundària. Els més notables van ser com Julianna Reinhardt, l'esposa de Scott Reinhardt (Tim Matheson), en Quicksand: No Escape (1992), i com l'agent McCune en The Spanish Prisoner (1997). Poc després va interpretar el paper de Cinthya en la pel·lícula dramàtica Magnolia (1999), dirigida i escrita per Paul Thomas Anderson.
Durant la dècada de 2000, l'actriu va continuar fent papers secundaris, encara que també va tenir papers protagonistes. Va actuar com Lindsay Davis, la germana gran de Helen Harris (Kate Hudson), en la comèdia Raising Helen, i com Merry, la millor amiga de Nora Krank (Jamie Lee Curtis), en Christmas with the Kranks.
Huffman va rebre els premis a la millor actriu de 2005 tant del Festival de Cinema de San Diego com del Festival de Cinema de Tribeca per la seva actuació en Transamerica, on va fer el paper de Sabrina Osbourne, una dona transsexual que va néixer sota el nom de Stanley Schupak i que una setmana abans de la vaginoplàstia que conclourà el seu procés de reassignació de sexe, descobreix que té un fill de disset anys del que desconeixia la seva existència. Va guanyar un Globus d'Or a la millor actriu dramàtica pel seu treball en el film. També va rebre una nominació als Premis Globus del Sindicat d'Actors a la millor actriu i una nominació als Oscar pel mateix paper.

## Vida personal
Huffman està casada amb l'actor William H. Macy, amb qui té dues filles, Sophie Grace (1 d'agost de 2000) i Geòrgia Grace (14 de març de 2002). Es van casar el 6 de setembre de 1997. Huffman ha aparegut en la televisió, en pel·lícules, i en l'escenari moltes vegades amb el seu marit, al programa de televisió Sport Nights i en la pel·lícula Magnolia.
El 2005, Huffman va revelar que havia sofert anorèxia nerviosa i bulímia durant la seva adolescència fins a començada la seva joventut. S'identifica com a pro-elecció, i ha fet campanya pels drets de les dones en nom de NARAL. També s'identifica com a demòcrata. El 2006 publica el llibre A Practical Handbook for the Boyfriend juntament amb una amiga seva.
2009: El juny de 2008 es va anunciar que Felicity Huffman tindria una estrella en el Passeig de la Fama de Hollywood. Finalment Huffman aconsegueix l'estrella en el 7072 Hollywood Blvd, at LaBrea el 7 de març de 2012 amb el seu marit, el també actor William H. Macy. Ambdós van ser premiats amb l'estrella número 2,463 i 2,464.

## Filmografia

### Cinema
| Any  | Pel·lícula                                        | Paper                         | Notes                                                                         |
| ---- | ------------------------------------------------- | ----------------------------- | ----------------------------------------------------------------------------- |
| 1988 | Things Change                                     | Hostessa Ruleta de la Fortuna |                                                                               |
| 1990 | Reversal of Fortune                               | Minnie                        |                                                                               |
| 1992 | Quicksand: No Escape                              | Julianna Reinhardt            |                                                                               |
| 1995 | Hackers                                           | Attorney                      |                                                                               |
| 1997 | La trama (The Spanish Prisoner)                   | Pat McCune                    |                                                                               |
| 1999 | Magnolia                                          | Cynthia                       |                                                                               |
| 2002 | Door to Door                                      | Mare de Joey                  | Cameo                                                                         |
| 2003 | House Hunting                                     | Sheila                        |                                                                               |
| 2004 | Raising Helen                                     | Lindsay Davis                 |                                                                               |
| 2004 | Un Nadal de bojos (Christmas with the Kranks)     | Merry                         |                                                                               |
| 2005 | Transamerica                                      | Sabrina 'Bree' Osbourne       | Globus d'Or a la millor actriu dramàtica Nominació − Oscar a la millor actriu |
| 2006 | Choose Your Own Adventure: The Abominable Snowman | Pilot Nima                    | Veu                                                                           |
| 2007 | Darius Goes West                                  | Ella mateixa                  |                                                                               |
| 2007 | Georgia Rule                                      | Lilly                         |                                                                               |
| 2008 | Phoebe in Wonderland                              | Hillary Lichten               |                                                                               |
| 2010 | Lesster                                           | Mrs. Geary                    | També guionista i directora                                                   |
| 2013 | Trust Me                                          | Agnes                         |                                                                               |
| 2014 | Rudderless                                        | Emily                         |                                                                               |
| 2014 | Big Game                                          | Director CIA                  |                                                                               |
| 2014 | Cake                                              | Annette                       |                                                                               |
| 2015 | Stealing Cars                                     | Kimberly Wyatt                |                                                                               |
| 2015 | Zendog                                            | Nicole                        |                                                                               |
| 2017 | Krystal                                           | Poppy                         |                                                                               |

## Premis i nominacions

### Premis
- 2005. Primetime Emmy a la millor actriu en sèrie còmica per Desperate Housewives

### Nominacions
- 2000. Globus d'Or a la millor actriu en sèrie musical o còmica per Sports Night
- 2005. Globus d'Or a la millor actriu en sèrie musical o còmica per Desperate Housewives
- 2006. Globus d'Or a la millor actriu en sèrie musical o còmica per Desperate Housewives
- 2007. Globus d'Or a la millor actriu en sèrie musical o còmica per Desperate Housewives
- 2007. Primetime Emmy a la millor actriu en sèrie còmica per Desperate Housewives
- 2015. Primetime Emmy a la millor actriu en minisèrie o telefilm per American Crime
- 2016. Globus d'Or a la millor actriu en minisèrie o telefilm per American Crime
- 2016. Primetime Emmy a la millor actriu en minisèrie o telefilm per American Crime
- 2017. Globus d'Or a la millor actriu en minisèrie o telefilm per American Crime